# Ятомі

Ято́мі (яп. 弥富市, やとみし, МФА: [jatomʲi ɕi̥]?) — місто в Японії, в префектурі Айті. Розташоване в південно-західній частині префектури, на узбережжі затоки Ісе, в нижній течії річки Кісо.   Виникло на основі рибальських поселень раннього нового часу. Отримало статус міста 2006 року. Площа становить 48,92 км². Станом на 1 серпня 2011 року населення складало 43 382  осіб, густота населення — 887 осіб/км².  Основою економіки є сільське господарство, рибальство, розведення золотих рибок і сірих рисовок, харчова промисловість, комерція.   